# Monique Truong
Monique Truong (Ho Chi Minh, 13 maggio 1968) è una scrittrice statunitense d'origine vietnamita.

## Biografia
Nata nel 1968 a Saigon, vive e lavora a Brooklyn.
Trasferitasi con la famiglia negli Stati Uniti nel 1975 come rifugiata, si è laureata all'Università Yale e alla Columbia Law School.
Dopo aver co-editato l'antologia di scrittori vietnamiti-americani Watermark nel 1998, ha esordito nella narrativa 5 anni dopo con il romanzo Il libro del sale ottenendo il Premio PEN/Robert W. Bingham l'anno successivo.
Autrice di altri due romanzi, nel 2021 è stata insignita del Premio Dos Passos.

## Opere

### Romanzi
- Il libro del sale (The Book of Salt, 2003), Firenze, Giunti, 2007 traduzione di Sara Fruner ISBN 978-88-09-05245-1.
- Bitter in the Mouth (2010)
- The Sweetest Fruits (2019)

### Antologie
- Watermark (1998)

## Premi e riconoscimenti
Premio PEN/Robert W. Bingham
- 2004 vincitrice con Il libro del sale

Guggenheim Fellowship
- 2010[7]

Premio Dos Passos
- 2021